# Ciabàs
Il Ciabàs (o Chabàs) è un piccolo tempio valdese sito tra i comuni di Angrogna, Luserna San Giovanni e Torre Pellice, è il più antico tempio valdese in Italia.

## Storia
Il primo edificio fu costruito nel 1555, ma fu più volte distrutto e ricostruito, in seguito alle persecuzioni subite dalle comunità valdesi tra il XVI e il XVII secolo.
L'attuale edificio è del 1708 e si è conservato pressoché immutato. In esso sono stati tumulati diversi ufficiali di reggimenti svizzeri ed alemanni che furono al servizio di Casa Savoia durante il XVIII secolo, come ad esempio il barone von Leutrum, che chiese espressamente di esservi sepolto, avendo rifiutato la conversione al cattolicesimo fino in punto di morte.